# Al Farabi
Al Farabi (turski jezik Farabi, ara. ابو نصر محمد الفارابي‎, Abu Nasr Muhammad ibn Muhammad ibn Tarkhan ibn Uzalagh al-Farabioko) (870. – 950.) Iranac iz pokrajine Farab u Transoksaniji, osnivač je turski islamske skolastike. Bio je jedan od prvih filozofa koji su prenijeli Aristotelovu logiku u islamski svijet. Iscrpno je pisao o logici, i razvio Aristotelov opis intelekta. Njegovo djelo "Grad vrlina" predstavlja verziju Platonove "Države", koja je opis idealnog društva gdje cvjetaju sve vrline. 

## Djela
- Grad vrlina

## Relevantni članci
- Srednjovjekovna filozofija

## Vanjske poveznice
- Hakim Abou Nasr Farabi at irib.ir
- Al Farabi na muslimphilosophy.com
- al-Fārābi — kratki uvod od Peter J. King